# امتیاز اف ۱

دقت و بازیابی

در تجزیه و تحلیل طبقه‌بندهای آماری، امتیاز اف (به انگلیسی: F-score) معیاری برای ارزیابی دقت یک مدل طبقه‌بندی آماری است. این معیار با توجه به میزان دقت و بازیابی (به انگلیسی: Precision and recall) یک طبقه‌بند محاسبه می‌شود که در آن دقت، نسبت تعداد نمونه‌های مثبت صادق به تعداد کل نمونه‌هایی که مثبت پیش‌بینی شده‌اند است و بازیابی، نسبت تعداد نمونه‌های مثبت صادق به تعداد کل نمونه‌های مثبت است. امتیاز F1 برابر با میانگین همساز دقت و بازیابی است. امتیاز عمومی‌تر {\displaystyle F_{\beta }} یک پارامتر وزن هم دارد که یکی از معیارهای دقت یا بازیابی را بیش از دیگری تأثیر می‌دهد. بیشترین مقدار ممکن برای امتیاز اف، ۱ و کمترین مقدار ممکن برای این معیار ۰ است.

## تعریف ریاضی
اندازه‌گیری سنتی امتیاز اف، برابر با میانگین هارمونیک دقت و بازیابی است.
{\displaystyle F_{1}={\frac {2}{\mathrm {recall} ^{-1}+\mathrm {precision} ^{-1}}}=2{\frac {\mathrm {precision} \cdot \mathrm {recall} }{\mathrm {precision} +\mathrm {recall} }}={\frac {2\mathrm {tp} }{2\mathrm {tp} +\mathrm {fp} +\mathrm {fn} }}}.

### امتیاز Fβ
{\displaystyle F_{\beta }} یک امتیاز {\displaystyle F} عمومی‌تر است که از یک فاکتور مثبت حقیقی {\displaystyle \beta } استفاده می‌کند و در این معیار {\displaystyle \beta } طوری تعیین شده‌است که اهمیت بازیابی {\displaystyle \beta } برابر اهمیت دقت باشد.
{\displaystyle F_{\beta }=(1+\beta ^{2})\cdot {\frac {\mathrm {precision} \cdot \mathrm {recall} }{(\beta ^{2}\cdot \mathrm {precision} )+\mathrm {recall} }}}
با توجه به خطای نوع اول و دوم این مقدار برابر خواهد بود با:
{\displaystyle F_{\beta }={\frac {(1+\beta ^{2})\cdot \mathrm {true\ positive} }{(1+\beta ^{2})\cdot \mathrm {true\ positive} +\beta ^{2}\cdot \mathrm {false\ negative} +\mathrm {false\ positive} }}\,}
دو مقدار رایج برای {\displaystyle \beta } مقادیر {\displaystyle 2} و {\displaystyle 0.5} هستند که مقدار {\displaystyle 2} به بازیابی وزن بیشتر و مقدار {\displaystyle 0.5} به دقت وزن بیشتری می‌دهد.

## تست تشخیصی
|                                                                              |                                                                                                | واقعیت | |                                                                                                 |                                                                                  |                                                                                  |
|                                                                              | جامعه آماری                                                                                    | در واقعیت مثبت | در واقعیت منفی                                                                                                 | شیوع = Σ Condition positive/Σ Total population                                                  | صحت (ACC) = Σ True positive + Σ True negative/Σ Total population                 | صحت (ACC) = Σ True positive + Σ True negative/Σ Total population                 |
| پیش‌بینی                                                                      | پیش‌بینی مثبت                                                                                   | مثبت صادق | مثبت کاذب خطای نوع اول                                                                                         | Positive predictive value (PPV), دقت و بازیابی = Σ True positive/Σ Predicted condition positive | میزان کشف اشتباه (FDR) = Σ False positive/Σ Predicted condition positive         | میزان کشف اشتباه (FDR) = Σ False positive/Σ Predicted condition positive         |
| پیش‌بینی                                                                      | پیش‌بینی منفی                                                                                   | منفی کاذب خطای نوع دوم | منفی صادق | False omission rate (FOR) = Σ False negative/Σ Predicted condition negative                     | Negative predictive value (NPV) = Σ True negative/Σ Predicted condition negative | Negative predictive value (NPV) = Σ True negative/Σ Predicted condition negative |
|                                                                              |                                                                                                | حساسیت و ویژگی (TPR), دقت و بازیابی، حساسیت و ویژگی، probability of detection, توان آماری = Σ True positive/Σ Condition positive | False positive rate (FPR), بازیابی اطلاعات، probability of false alarm = Σ False positive/Σ Condition negative | Positive likelihood ratio (LR+) = TPR/FPR                                                       | Diagnostic odds ratio (DOR) = LR+/LR−                                            | امتیاز اف ۱ = 2 · Precision · Recall/Precision + Recall                          |
| False negative rate (FNR), Miss rate = Σ False negative/Σ Condition positive | حساسیت و ویژگی (SPC), Selectivity, حساسیت و ویژگی (TNR) = Σ True negative/Σ Condition negative | Negative likelihood ratio (LR−) = FNR/TNR                                                                                        | |                                                                                                 | Diagnostic odds ratio (DOR) = LR+/LR−                                            | امتیاز اف ۱ = 2 · Precision · Recall/Precision + Recall                          |

## وابستگی امتیاز اف به عدم تعادل کلاس
منحنی دقت و بازیابی و در نتیجه امتیاز اف، به شدت نسبت به تعداد نمونه‌های مثبت به منفی در داده‌ها وابسته هستند.
این بدان معناست که مقایسه امتیاز اف در مسائل مختلف با نسبت‌های کلاس متفاوت، مشکل‌ساز است. یکی از راه‌های رفع این مشکل، استفاده از نسبت کلاس استاندارد {\displaystyle r_{0}} هنگام انجام چنین مقایسه‌هایی است.

## کاربردها
امتیاز اف اغلب در زمینه بازیابی اطلاعات برای اندازه‌گیری عملکرد جستجو، طبقه‌بندی اسناد و طبقه‌بندی پرس و جو استفاده می‌شود. اکثر مطالعات قبلی بر روی امتیاز {\displaystyle F_{1}} متمرکز بودند اما با گسترش موتورهای جستجو در مقیاس بزرگ، اهداف و عملکردها تغییر کردند تا تأکید بیشتری بر دقت یا بازیابی قرار گیرد. در نتیجه {\displaystyle F_{\beta }} کاربرد وسیعی دارد.
امتیاز اف در یادگیری ماشین هم کاربرد وسیعی دارد. با این حال، امتیاز اف، منفی‌های صادق را در نظر نمی‌گیرد، در نتیجه در برخی از مسائل، معیارهای ضریب همبستگی متیو و کاپای کوهن ممکن است برای ارزیابی عملکرد یک طبقه‌بند دودویی ترجیح داده شوند.

## انتقادها
دیوید هند و دیگران از استفاده گسترده از امتیاز {\displaystyle F_{1}} انتقاد می‌کنند زیرا به دقت و بازیابی اهمیت یکسانی می‌دهد. در عمل، انواع مختلف طبقه‌بندی‌های نادرست، هزینه‌های متفاوتی را به همراه دارد. به عبارت دیگر، اهمیت نسبی دقت و بازیابی جنبه‌ای از مشکل است. طبق گفته‌های Davide Chicco و Giuseppe Jurman، ضریب همبستگی متیو در ارزیابی طبقه‌بندهای دودویی صادقانه و آموزنده‌تر است.

## تعمیم به طبقه‌بندی چند کلاسه(بهانگلیسی:multi-class classification)
امتیاز اف، برای ارزیابی مسائل طبقه‌بندی با بیش از دو کلاس هم استفاده می‌شود. در این تنظیمات، امتیاز نهایی با میانگین‌گیری خرد (با در نظر گرفتن فراوانی کلاس) یا میانگین‌گیری کلان (با در نظر گرفتن همهٔ کلاس‌ها به صورت یکسان) به دست می‌آید. برای میانگین‌گیری کلان، دو فرمول مختلف توسط متقاضیان استفاده شده‌است. یکی امتیاز اف برای میانگین دقت و بازیابی کلاس‌ها، و یکی میانگین امتیاز اف که برای هر کلاس به صورت جداگانه محاسبه شده‌است.